# جيازكا بيرجارا
جيازكا بيرجارا (بالإسبانية: Gaizka Bergara Picaza) (7 فبراير 1986 ببلباو في إسبانيا - ) هو لاعب كرة قدم إسباني في مركز الدفاع. لعب مع أتلتيك بيلباو ب وأتلتيك بيلباو وأريناس غوتكسو ونادي باسكونيا ونادي سيستاو ريفر وCD Laudio ‏ وبورتغاليتي ‏.

## روابط خارجية
- جيازكا بيرجارا على موقع قاعدة بيانات كرة القدم.إي يو (الإنجليزية)
- جيازكا بيرجارا على موقع Soccerway.com (الإنجليزية)
- جيازكا بيرجارا على موقع AS.com (الإسبانية)